# Горобина домашня
Горобина домашня, горобина садова (Sorbus domestica) — вид рослин родини трояндових (Rosaceae).

## Опис
Горобина домашня — повільноросле дерево 10-15 м заввишки, з широкою, круглою кроною. Листя чергове, перисте, верхня сторона матово-зелена, трохи повстяно-запушена, восени жовта або жовто-оранжева. Гілки спочатку сіро-повстяні, пізніше голі, червоно-коричневі.

## Поширення
Росте в Центральній і Південній Європі, Північній Африці і Малій Азії. 
В Україні вид зростає у лісах, серед чагарників — у гірському Криму, зазвичай. У садах і парках на півдні й південному заході України.

## Використання
Харчова, декоративна рослина